# 宮田町 (愛知県)
宮田町（みやだちょう）は、愛知県葉栗郡にかつてあった町。現在の江南市北西部の、概ね宮田町、宮田神明町、松竹町、前飛保町、後飛保町、河野町にあたる。

## 地理
葉栗郡東部に位置する。北を流れる木曽川南派川を境界に岐阜県と接する。

## 歴史
江戸時代は尾張藩領であった。
江南市となった後、1972年（昭和47年）に旧町域の前飛保、宮田と旧草井村域の村久野にまたがった土地に日本住宅公団の江南団地が完成した。

### 行政区画の変遷
- 1889年（明治22年）10月1日 - 町村制施行により、従来の宮田村の区域を以て宮田村が成立[2]。
- 1906年（明治39年）5月10日 - 葉栗郡宮田村と飛保村が合併し、改めて宮田村が成立[3]。
- 1924年（大正13年）12月15日 - 宮田村が宮田町となる[4]。
- 1954年（昭和29年）6月1日 - 葉栗郡宮田町は同郡草井村と丹羽郡古知野町、布袋町と合併して江南市が成立する[5]。

## 行政

### 村役場
1906年（明治39年）5月の合併当時は大字後飛保字宮前44番に村役場を置いた。
1951年（昭和26年）5月時点では大字後飛保字宮東9にあった。

## 教育
- 宮田町立宮田小学校（現：江南市立宮田小学校）[7] - 江南市の成立後、一部が新設の藤里小学校、門弟山小学校の通学区域の各一部となっている。
- 宮田町立宮田中学校（現：江南市立宮田中学校）[7] - 藤里小学校新設後、宮田小学校と藤里小学校の通学区域を通学区域とする。

## 神社・寺院
- 川島神社
- 曼陀羅寺